# Aynoor
Aynoor  è un nome proprio di persona turco, persiano e azero (in alfabeto persiano: آينور) femminile.

## Origine e diffusione
Aynoor è un nome turco, azero e persiano che significa "luce della luna": ay è l'equivalente turco di "luna" e nūr significa "luce" in arabo.